# 東信二
東 信二（あずましんじ、1951年11月24日 - ）は、東京都豊島区池袋出身の元騎手・現競馬評論家。

## 経歴
生家は池袋駅の近くで自転車を預かる仕事と碁会所を営んでおり、7人兄弟の末子（姉5人と兄1人）として生まれる。
少年時代は歌手を志し、中学校卒業を前にした進路決定の際に母親にそのことを打ち明けるが、姉に「あんたの声じゃ無理」と言われ、目標を騎手に切り替える。東には中学2年時に林間学校で訪れた霧ケ峰高原の牧場で乗馬を経験し、夢中になったことがあった。1967年に馬事公苑騎手養成長期課程に17期生として入所し、同期には小島貞博・吉沢宗一などがいた。
3年間の講習を経て騎手試験に合格し、1970年に中山競馬場白井分場・境勝太郎厩舎からデビュー。境には厳しく教育され、漫然と騎乗しているように見えると鉄拳制裁を受けたという。1年目の同年は3月1日の東京第5競走4歳未勝利・スミタマサル（14頭中2着）で初騎乗を果たし、同馬に騎乗した同22日の中山第4競走4歳未勝利で初勝利を挙げた。同期の中で最多の15勝を挙げると、2年目の1971年には34勝を挙げ、関東リーディング8位に入る。同年はダイトモナークでセントライト記念をベルワイドの2着と好走し、菊花賞で史上最年少（当時）でのクラシック騎乗を果たした。
その後も関東リーディング10位以内に入る活躍を見せ、1973年まで3年連続30勝台を記録。1972年の桜花賞ではキョウエイグリーンで4ハロンを45秒台で通過するハイペースの逃げを打ち、直線でアチーブスターに捕らえられると一杯になるが、最後はハジメローズ・センコウミドリ・トクザクラにも交わされながらも5着と掲示板を死守。秋はクイーンステークスでタカイホーマの2着に入り、古馬相手のスプリンターズステークス・牝馬東京タイムズ杯を共に3着とする。1973年はスプリンターズステークスで連覇狙うノボルトウコウをクビ差抑えてレコード勝ちし、重賞初勝利を飾ると、1974年は安田記念でナスノチグサ・ニットウチドリ・サクライワイを抑えて勝利。
その後は小島太が境の娘婿になったことで厩舎の有力馬を小島に奪われるようになるが、境は後の回想で「東には随分悪いことをした。彼の腕が劣っているわけではないのに…」と、小島の後援者で、後に小島と専属契約を結び、境厩舎の大半を占めるさくらコマースの全演植オーナーの意向で小島を使い続けなければならなかったことを嘆き、謝っている。これにより東の年間勝利数は減少したが、重賞で存在感を見せ、「代打男」と呼ばれるようになる。
サクラシンゲキでは1979年に函館3歳ステークスを3連勝で制し、1981年にはスプリンターズステークスで皐月賞馬ハワイアンイメージを含む後続に6馬身差を付けて圧勝すると、1982年のマイラーズカップでは2着に敗れたもののオペックホース・ケイキロク・ハッピープログレスを封じた。
1981年の有馬記念では二本柳俊夫厩舎がホウヨウボーイ・アンバーシャダイを出走させるが、2頭の主戦騎手であった加藤和宏がホウヨウボーイを選択したため、東がアンバーシャダイ騎乗の機会を得た。レースでは引退レースで連覇を狙うホウヨウボーイを破って、八大競走を含むGI級レース初制覇を成し遂げる。
1987年には周囲の勧めもあり、フリーとなる。騎手生命のあるうちに自分の実力を試してみたいと考えての決断であったが、同時に「5年やって軌道に乗れなかったら、オレはダメかもしれない」という恐れもあったという。同年にはサクラスターオーで皐月賞と菊花賞を勝利するが、年末の有馬記念のレース中にサクラスターオーは左前脚を故障し、闘病の末に1988年5月に死亡。故障の瞬間、東は「オレの人生終わったな」と思ったという。サクラスターオーも本来なら小島太が騎乗する筈であったが、小島と全との対立で一時期「サクラ」が付く馬は東が騎乗していた。
1988年はアインリーゼンで4歳牝馬特別（東）をアラホウトク・シヨノロマンの3着、本番の優駿牝馬でもコスモドリームの3着に入る。1990年以降は年間勝利数が10勝以下に低迷するが、1991年にはサンエイサンキューで函館3歳Sを14頭中12番人気ながら2着に入ると、阪神3歳牝馬Sではニシノフラワーの2着、1992年にはクイーンカップを制す。1993年からは谷原義明厩舎所属となり、1994年にはセントライト記念・ウインドフィールズでエアダブリン・サクラローレルを破る。厩舎に初の重賞タイトルをもたらすが、東にとっては最後の重賞制覇となった。騎手生活の晩年は騎乗数の減少に苦しみ、「あいつに頼むくらいならオレを乗せろよ」と思うことも多かった。1998年4月12日の中山第3競走4歳未勝利・ウエスタンレジーナが最後の勝利となり、5月31日の東京第3競走4歳未勝利・ステートリーシチー（18頭中13着）を最後に現役を引退。騎手としての通算成績は中央競馬5,293戦512勝（重賞21勝）、地方競馬17戦1勝であった。
引退後は馬に乗り続けたいという希望から調教助手への転身も考えたが、有力厩舎には新たに調教助手を雇用する余裕がなく、断念せざるを得なかった。競馬評論家に転身し、フジテレビやBSフジ制作の競馬中継において準レギュラー格の解説者として活躍。フジテレビの「スーパー競馬」でGI開催時に解説を担当することが多かったが、『みんなのKEIBA』になったころの競馬番組は同じ元騎手で競馬評論家の岡部幸雄（2005年引退）や安藤勝己（2013年引退）の出演が多くなり、「BSフジ競馬中継」や福島・新潟開催の独自中継の側に出るようになっている。地上波では「NSTみんなのKEIBA」に主に出演。

## エピソード
- 以前フジテレビで放送されていた予想番組「あしたのG」レギュラー出演時のキャラクター名から、「シンジマン」の愛称を持つ。

- 2011年2月14日・11月21日・2016年8月29日放送の千葉テレビ放送「チバテレビカラオケ大賞21」に出演。2011年2月14日は本番組司会の湯原昌幸の「雨のバラード」を熱唱。11月21日は郷ひろみの「よろしく哀愁」を熱唱。2016年8月29日は因幡晃の「わかって下さい」を熱唱した。

## 騎手成績
| 通算成績 | 1着 | 2着 | 3着 | 4着以下 | 騎乗回数 | 勝率 | 連対率 |
| -------- | --- | --- | --- | ------- | -------- | ---- | ------ |
| 中央     | 512 | 526 | 488 | 3765    | 5291     | .097 | .196   |
| 地方     | 1   | 1   | 0   | 15      | 17       | .059 | .118   |
| 計       | 513 | 527 | 488 | 3780    | 5310     | .097 | .196   |

|            | 日付           | 競馬場・開催  | 競走名          | 馬名               | 頭数 | 人気 | 着順 |
| ---------- | -------------- | ------------- | --------------- | ------------------ | ---- | ---- | ---- |
| 初騎乗     | 1970年3月1日   | 3回東京4日5R  | 4歳未勝利       | スミタマサル       | 14頭 | 2    | 2着  |
| 初勝利     | 1970年3月22日  | 1回中山2日4R  | 4歳未勝利       | スミタマサル       | 19頭 | 1    | 1着  |
| 重賞初騎乗 | 1971年1月17日  | 1日東京7日10R | アメリカJCC     | ミスシゲヨシ       | 7頭  | 7    | 7着  |
| 重賞初勝利 | 1973年9月30日  | 4回中山6日10R | スプリンターズS | キョウエイグリーン | 10頭 | 1    | 1着  |
| GI級初騎乗 | 1971年11月14日 | 5回京都3日9R  | 菊花賞          | ダイトモナーク     | 19頭 | 5    | 9着  |
| GI初勝利   | 1981年12月20日 | 5回中山8日9R  | 有馬記念        | アンバーシャダイ   | 16頭 | 3    | 1着  |

### 主な騎乗馬
※太字はGIレース
- キョウエイグリーン（1973年スプリンターズステークス、1974年安田記念）
- ウエスタンバード（1976年福島記念）
- シュランダー（1978年福島記念）
- サクラシンゲキ（1979年函館3歳ステークス、1981年スプリンターズステークス）
- ブルーマックス（1981年アルゼンチン共和国杯・オールカマー）
- ホーワセキト（1981年函館記念）
- アンバーシャダイ（1981年有馬記念）
- シーブラック（1983年札幌3歳ステークス）
- サクラトウコウ（1983年函館3歳ステークス、1986年七夕賞）
- ウエスタンファイブ（1984年札幌3歳ステークス、1985年牝馬東京タイムズ杯）
- ダイナアクトレス（1985年函館3歳ステークス）
- サクラスターオー（1987年弥生賞・皐月賞・菊花賞）
- サンエイサンキュー（1992年クイーンカップ）
- ウインドフィールズ（1994年セントライト記念）

### その他
- エルプス
- ギャロップダイナ
- キョウエイタップ
- キヨヒダカ
- サンオーイ
- シンボリクリエンス
- スリージャイアンツ
- ダイナカール
- ホワイトフォンテン
- マティリアル
- リーゼングロス
- レジェンドテイオー

## 著作
- 『東信二の競馬は記憶力だ』（2003年、ベストブック）